# Р228 (Росія)
Автошлях Р228 — дорога федерального значення на території Росії. Починається у Сизрані, проходить через Саратов і закінчується у Волгограді.
Протяжність — 708 км.
Стаціонарні пости ДАІ розташовуються у Камишині на 489 км, у Дубівці на 629 км.
Трафік на автошляху помірний, інфраструктура розвинена в середньому. У літню пору завантаженість траси зростає за рахунок транзитних автомобілів, що прямують на узбережжя Чорного моря, а також вантажного транспорту.

## Кількість смуг
Шосе має 2 смуги для руху, по одній у кожну сторону.

## Стан покриття
На ділянці Сизрань — Саратов якість дорожнього покриття задовільне. Далі до Камишина з'являються нерівності, проте не створюють значних труднощів для проїзду. Найгірша ділянка траси від Камишина до Волгограда: велика кількість пагорбів ускладнює проїзд для автомобілів з низьким кліренсом.